# Jefté Betancor
Jefté Betancor Sánchez (* 6. Juli 1993 in Las Palmas de Gran Canaria) ist ein spanischer Fußballspieler.

## Karriere
Betancor spielte bis 2012 bei der B-Mannschaft von Hércules Alicante. Im August 2011 debütierte er für die Profis von Hércules in der Segunda División, als er am zweiten Spieltag der Saison 2011/12 gegen den FC Cartagena in der 88. Minute für Míchel Herrero eingewechselt wurde.
Zur Saison 2012/13 wechselte er zum Drittligisten Ontinyent CF. 2013 wechselte er zur viertklassigen B-Mannschaft von CD Teneriffa. 2014 wechselte er wieder in die Segunda División B, diesmal zum CD Eldense. Nach 16 Ligaspielen für Eldense, in denen er zwei Tore erzielen konnte, wechselte er im Januar 2015 zur Unión Viera in die Tercera División.
Im Sommer 2015 schloss er sich der B-Mannschaft von UD Las Palmas an. Im Januar 2016 stand er erstmals im Kader der Profis, wurde allerdings nicht eingesetzt.
Im August 2016 wurde er an den Drittligisten Arandina CF verliehen. Nach 18 Spielen für Arandina in der Segunda División B, in denen er drei Treffer erzielte, wurde er im Januar 2017 an die viertklassige UD San Fernando weiterverliehen.
Im Sommer 2017 kehrte er zur Unión Viera zurück. Im Januar 2018 wechselte er nach Österreich zum Regionalligisten ATSV Stadl-Paura. In zehn Spielen für die Oberösterreicher konnte er neun Tore erzielen. Zur Saison 2018/19 wechselte er zum Bundesligisten SV Mattersburg. Im Januar 2019 wurde er an den Zweitligisten SK Vorwärts Steyr verliehen.
Zur Saison 2019/20 wechselte er zum Zweitligisten SV Ried. Mit Ried stieg er zu Saisonende in die Bundesliga auf. Nach dem Aufstieg verließ er den Verein nach 28 Spielen, in denen er 14 Tore erzielte, wieder. Daraufhin wechselte er im September 2020 nach Rumänien zum FC Voluntari. Für Voluntari kam er in der Saison 2020/21 zu 30 Einsätzen in der Liga 1, in denen er siebenmal traf.
Zur Saison 2021/22 wechselte Jefté innerhalb der Liga zu Farul Constanța. In der folgenden Saison ging er zum Ligakonkurrenten CFR Cluj.